# Mujo Kurtović
Mujo Kurtović, né le 9 août 1992 à Sjenica en Serbie, est un coureur cycliste bosnien.

## Biographie
En 2014, Mujo Kurtović devient champion de Bosnie-Herzégovine sur route dans la catégorie espoirs (moins de 23 ans). L'année suivante, il est sélectionné par son pays pour participer aux premiers Jeux européens, qui ont lieu à Bakou. 39e et dernier du contre-la-montre, il abandonne ensuite lors de la course en ligne.

## Palmarès sur route

### Par année
- 2012
  - 3e du championnat de Bosnie-Herzégovine sur route espoirs
- 2013
  -  Champion de Bosnie-Herzégovine sur route espoirs
- 2014
  -  Champion de Bosnie-Herzégovine sur route espoirs

### Classements mondiaux
| Année           | 2014 | 2015 |
| --------------- | ---- | ---- |
| UCI Europe Tour | 329e | 812e |

## Palmarès en VTT

### Championnats nationaux
- 2012
  - 2e du championnat de Bosnie-Herzégovine de cross-country espoirs[4]